# Bernardia corensis
Bernardia corensis là một loài thực vật có hoa trong họ Đại kích. Loài này được (Jacq.) Müll.Arg. mô tả khoa học đầu tiên năm 1865.